# 전파 월경
전파 월경(電波越境)은 무선 통신 신호가 의도되지 않은 곳에서 수신되는 현상을 이야기한다. 전파는 국경을 비롯한 행정 구역이나 중계권·송출권 관할 지역의 경계에 관계 없이 전파되며, 방송 송신소나 이동통신 기지국 등이 설치된 위치, 안테나 구조, 송신 출력, 계절, 시간, 지면의 습도를 비롯한 기상 상황에 따라서 전파 월경의 범위가 달라진다. 때때로 원래 의도했던 지역의 경계를 수백킬로미터 가량 벗어난 곳에서 신호가 수신되는 경우가 있다. 지상 송신소뿐만 아니라 인공위성에서도 동일한 문제가 발생할 수 있다. 전파의 특성 때문에 기술적으로 완벽한 차단은 불가능하며, 출력 조절, 안테나 방향 조절 등으로 전파 월경을 최소화할 수는 있다.
의도적으로 전파 월경을 이용하는 방송국도 존재한다. 대한민국과 조선민주주의인민공화국 사이의 대북방송과 대남방송이 대표적인 예이며, 이들은 각각 휴전선 반대편에 있는 청취자 및 시청자를 대상으로 한다. 캐나다와 멕시코에서 미국을 대상으로 송출하는 보더 블래스터, 1981년 방송 자유화 이전의 프랑스를 대상으로 서독, 룩셈부르크, 안도라, 스페인에서 송출하는 라디오 페리페리크도 예시에 속한다. 전파의 회절성을 이용하기 위하여 대개의 경우 장파, 중파, 초단파 중에서도 저주파 대역을 사용하며, 이들은 청취자 국가에서는 합법적으로 방송할 수 없기 때문에 최대한 경계선 가까운 곳에서 고출력으로 방송을 송신한다. 전파 월경은 의도치 않은 소프트 파워 확산 수단으로 이용되기도 하기 때문에 일부 국가에서는 정치적인 이유로 상대국의 문화 침투를 우려하여 이러한 방송국의 전파 월경을 문제삼을 수 있다. 역사적으로 출력 강화 및 의도적으로 다른 텔레비전 방송 시스템 채택 등 여러 대응책이 시도되었다.

## 사례

### 대한민국
대한민국 정부 수립 당시부터 일본 방송의 유입은 불가피한 문제였다. 특히 부산은 일본과는 대한해협만으로 분리되어 있었지만 서울과는 복잡한 지형으로 떨어져 있었기 때문에 중계 상태가 고르지 못한 경우가 있었다. 일본 문화 개방 이전까지는 유입이 제한되어 있었기 때문에 공식적으로는 수입되지 않았던 방송이나 음악이 부산에서 수신한 일본 방송을 통해서 퍼져 나가기도 했다. 일본 방송의 전파 월경은 1960년대 초부터 알려져 있었고, 1970년대에는 부산 일대 지역에서 대중문화의 일부로 편입되기도 했다.
대한민국 측의 대응은 1970년대 초부터 시작되었다. 이 시기에는 부산 지역의 방송 주파수를 의도적으로 일본과 동일하게 설정하거나, 출력 증대 및 중계소 확충 등의 기술적인 방식 및 일본 TV 시청을 자제하자는 캠페인에 의존했다. 그러나 당시 한국의 정파 시간 동안에 송출되는 일본 방송의 유입을 막을 수는 없었다. 1985년에는 NHK BS 위성 방송의 시험 송출이 시작되면서 대한민국 전국에서 일본 방송을 수신할 수 있게 되었고, 당시의 정부에서는 이 사실이 알려지기 시작한 1980년대 초반부터 컬러TV 방송 시작, 소출력 중계소 강화 등 기술적 및 지역 민영방송 송출 시간 확대 등 문화적 대책을 세웠다. 디지털 TV 도입 이후에는 한국과 일본의 방송 방식이 달라지면서 지상파 직접 수신은 더 이상 불가능하지만, 위성 방송은 수신기만 갖추면 되기 때문에 2000년대 이후에도 전파 월경 문제가 발생하기도 한다.
개방 이전의 중국에서는 광둥성 일대에서 영국령 홍콩 TV 수신을 통해서 외부 문화가 유입되기도 했다. 1990년대 이후에는 중국 방송이 서해안 지역에서 수신되기도 했다.
지역 방송의 경우 송출 권역 문제로 인하여 국가 내에서 전파 월경이 문제될 수 있다. OBS경인TV 개국 당시 인천 계양산 송신소를 사용하려고 했으나, SBS 측에서 전파가 자신들의 송출 권역인 서울시로 월경할 수 있다는 이유로 당시 정보통신부에 민원을 제기하여 송출 허가가 지연되었다. 정보통신부의 검증 결과 OBS는 2007년 12월부터 본방송을 시작할 수 있게 되었다.

### 독일어권 국가
독일의 분단기에는 동서독 국경 및 서베를린 일대에 동독을 가청권으로 삼는 서독 방송 송신소가 집중적으로 설치되었다. 이 탓에 서독 방송이 수신되지 않는 동독 영토인 작센주 남동부 및 메클렌부르크포어포메른주 북동부는 무지의 골짜기로 불리기도 했다. 동독에서는 서독 방송의 유입에 대응하기 위해 국영 방송사인 DFF를 통해서 서독 방송을 자신들의 관점으로 해석한 《Der schwarze Kanal》을 방영했다.
독일 바이에른주 및 바덴뷔르템베르크주의 남부 지역에서는 오스트리아와 스위스(지상파 방송 송출 중단 이전)의 방송을 직접 수신할 수도 있다. 오스트리아와 스위스 측의 송신소는 지형 문제로 인하여 국경 인근에서도 독일보다 더 높은 곳에 설치되었기 때문에 독일로의 전파 월경을 기술적으로 방지할 수 없다. 독일의 케이블 TV 사업자는 오스트리아 방송이 직접 수신 가능한 지역만을 대상으로 케이블 TV로도 이들 방송을 재송출할 수 있는 법적 권한이 있다. 재송출 가능한 화질에는 SD뿐만 아니라 HD도 포함된다. 스위스에서 2018년에 DVB-T 지상파 방송 송출을 중단하기 이전까지는 오스트리아 국경 인근의 송신소에서 송출한 전파가 스위스와 직접 접하지 않은 바이에른주까지도 도달했다.

### 영국과 아일랜드
아일랜드 방송국 2RN의 송신소에서 송출한 전파는 북아일랜드에서 수신 가능하며, 마찬가지로 북아일랜드에 있는 BBC 송신소 전파 역시 아일랜드에서 수신 가능하다. 이 지역에서는 의도적인 전파 월경을 통해서 시청자들에게 더 많은 선택권을 준다는 것으로 받아들이고 있으며, 아일랜드에서 인터넷 방송을 도입할 때에도 북아일랜드 시청자를 배제하지 않았다.

## 참조
1. 1 2  “중국방송 전파 월경 '짜증'”. 《강진신문》. 2007년 7월 6일. 2025년 3월 19일에 확인함.
2. ↑  Österreichischer DAB+ Bundesmux geht heute auf Sendung teltarif.de Onlineverlag GmbH, 28. Mai 2019
3. ↑  Roberts, Elizabeth (2015년 2월 7일). “No more EastEnders: expats in Spain lose free BBC access”. 《BBC》 (영어). 2015년 4월 3일에 확인함.
4. ↑  “中서 한국 위성TV 불법 서비스 극성”. 《한국일보》. 2015년 1월 5일. 2025년 3월 19일에 확인함.
5. ↑  한승우, 김현주 (2022), “일본 라디오와 TV의 전파 월경과 문화의 접경”, 《한국연구》 10, doi:10.23073/riks.2022..10.004
6. ↑  윤상길 (2020), “1980년대 정부의 일본TV방송 전파월경 대책과 부산사회의 반응”, 《향도부산》, doi:10.19169/hd.2020.8.40.441
7. ↑  “한일 전파월경 분쟁 재연”. 《전자신문》. 2008년 9월 29일. 2025년 3월 19일에 확인함.
8. ↑  “일본 전파 월경 크게 늘어”. 《전자신문》. 2004년 2월 12일. 2025년 3월 19일에 확인함.
9. ↑  “OBS경인방송 결국 11월 1일 개국 못해”. 《오마이뉴스》. 2007년 10월 22일. 2025년 3월 19일에 확인함.
10. ↑  “OBS 경인TV 전파 탄다”. 《한국기자협회》. 2007년 11월 27일. 2025년 3월 19일에 확인함.
11. ↑  Kabel BW muss ORF Programme aus landesweiten Netz nehmen Heise Medien GmbH & Co. KG, 1. Februar 2007
12. ↑  DVB C Kabel Baden Württemberg ORF 1 und ORF 2 HIFI.DE GmbH, 2. Februar 2007
13. ↑  ORF jetzt in HD-Qualität Stadt Rosenheim, 11. Februar 2018
14. ↑  “Cooperation pledged on RTE signal”. 《BBC》. 2010년 2월 1일. 2015년 4월 3일에 확인함.